# Ulrich Grosser
Ulrich Grosser (* 1945 in Arnsberg; † 14. Februar 2013) war ein deutscher Dirigent, Organist, Pianist und Musikpädagoge.

## Leben
Grosser studierte in Aachen sowie an der staatlichen Hochschule für Musik Westfalen-Lippe in Detmold. Er legte eine Kirchenmusikerprüfung sowie die Konzertreifeprüfung für Orgel ab. Zudem erhielt er eine Ausbildung als Cembalist, Pianist, für Gesang sowie als Dirigent. Ihm wurde 1994 der Professorentitel verliehen.
Seit 1968 war Grosser international bei Konzerten als Dirigent, Organist, Cembalist sowie Pianist tätig. Er leitete unter anderem das Deutsche Bach-Orchester, das Westfälische Sinfonieorchester, das WDR Rundfunkorchester Köln sowie die Philharmonia Hungarica. Im Jahr 2003 übernahm er die Leitung der Oistrach-Philharmonie mit Sitz in Brüssel. Seit 2004 arbeitete Grosser mit Krzysztof Penderecki zusammen und trat als Initiator sowie Leiter des Penderecki-Festivals 2006 in Münster auf. Grosser arrangierte eine Reihe von Pendereckis Werken für das Orgelspiel, welche er am 27. April 2008 in Olsztyn uraufführte. Weitere internationale Erfolge feierte Grosser in Zusammenarbeit mit Agnes Giebel, Karl Ridderbusch, Christoph Prégardien, Sibilla Rubens, James Tayler, Phillip Lnagshaw, Hellmut Schneidewind sowie Igor Oistrach und Valery Oistrach.
Im Laufe seiner Karriere zeichnete Grosser mehr als 50 CD-Einspielungen sowie Rundfunk- und Fernsehaufnahmen auf.
Trotz Krankheit gab Grosser 2012 noch Konzerte im Münsterland. Grosser lebte viele Jahre in Ladbergen, in seinen letzten Lebensjahren kehrte er in seine Geburtsstadt Arnsberg zurück.

## Auszeichnungen
Der Kreis Steinfurt zeichnete Grosser im Jahr 2005 mit dem Kulturpreis aus.